# 金建
金建（きん けん）は、紀元前1世紀の中国前漢時代の人物である。生没年不明。侍中・駙馬都尉。

## 事績
父は武帝に厚く信任された金日磾で、兄に金賞がいる。子供の頃、始元2年（紀元前85年）に父をなくした。当時、昭帝もまた幼く、年が近い昭帝と起居をともにした。兄弟は金賞が奉車都尉、金建が駙馬都尉となり、侍中を兼ねた。兄弟がまだ8、9歳の頃である。
当時の官人は仕事に使う印に紐を通し、紐に綬という色つきの長い布をつけて肩にかけ、地位を示した。印と綬をあわせて印綬という。父の秺侯としての地位を受け継いだ金賞は、奉車都尉とあわせて二つの印綬を帯びたが、金建は駙馬都尉の一つしかなかった。昭帝は金建にも二つの印綬があったほうがいいと思い、政治を後見していた霍光に金建を侯にしたいと相談した。霍光は、賞は父を嗣いで侯になったまでで、功績がない者を侯にするわけにはいかないと答えてやめさせた。
金建のその後については伝えられないが、孫の金当が秺侯になったので、子がいたことは確かである。